# Mimosa setifera
Mimosa setifera là một loài thực vật có hoa trong họ Đậu. Loài này được Pilg. miêu tả khoa học đầu tiên.